# Горнолыжный курорт

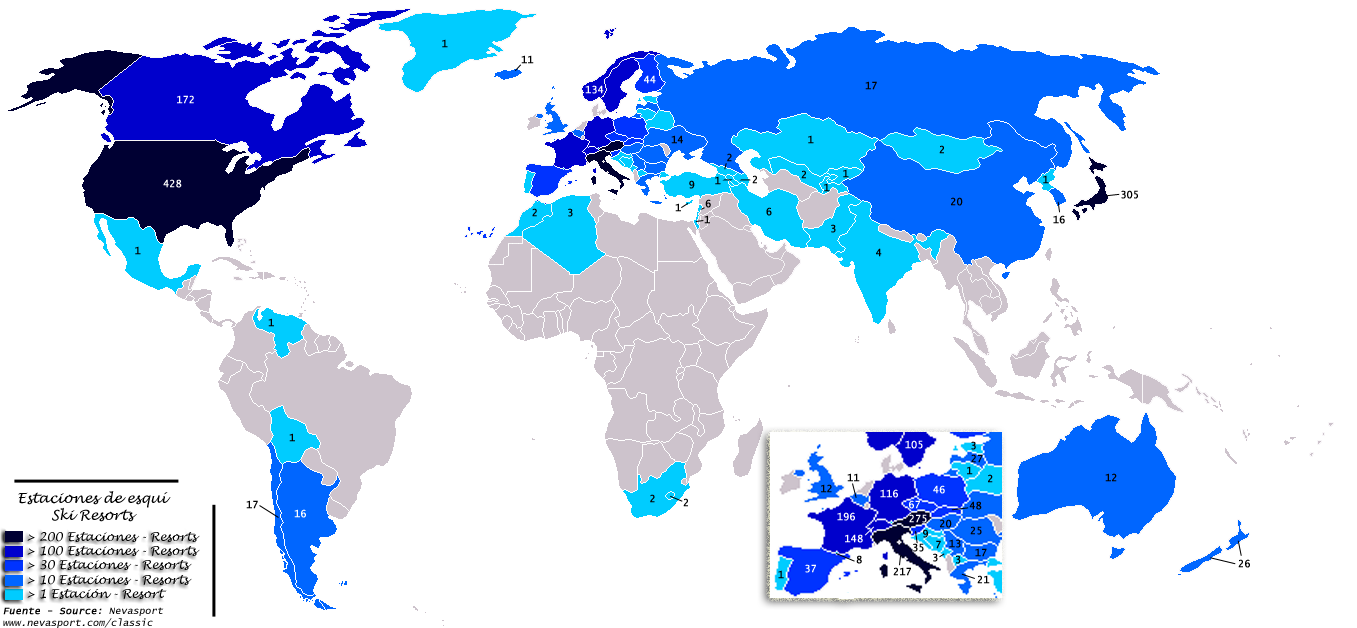
Распределение горнолыжных курортов по странам

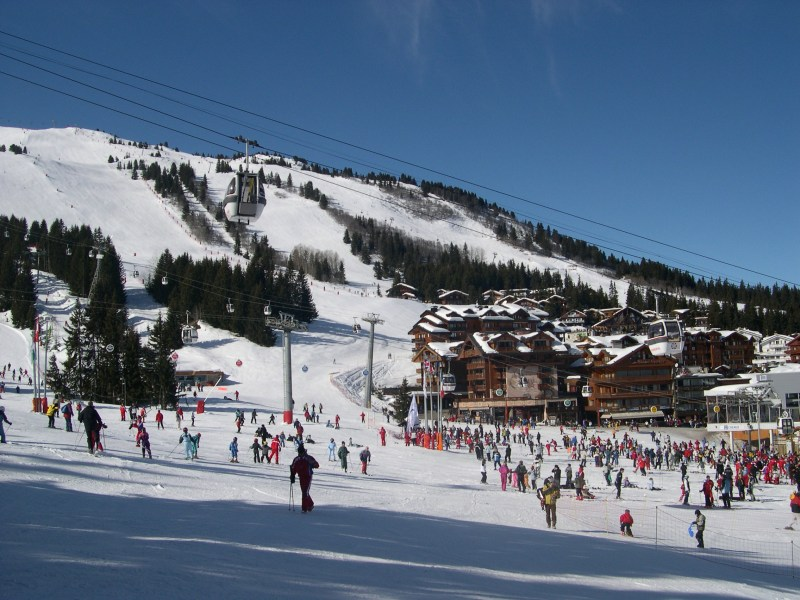
Известный французский горнолыжный курорт «Куршевель»

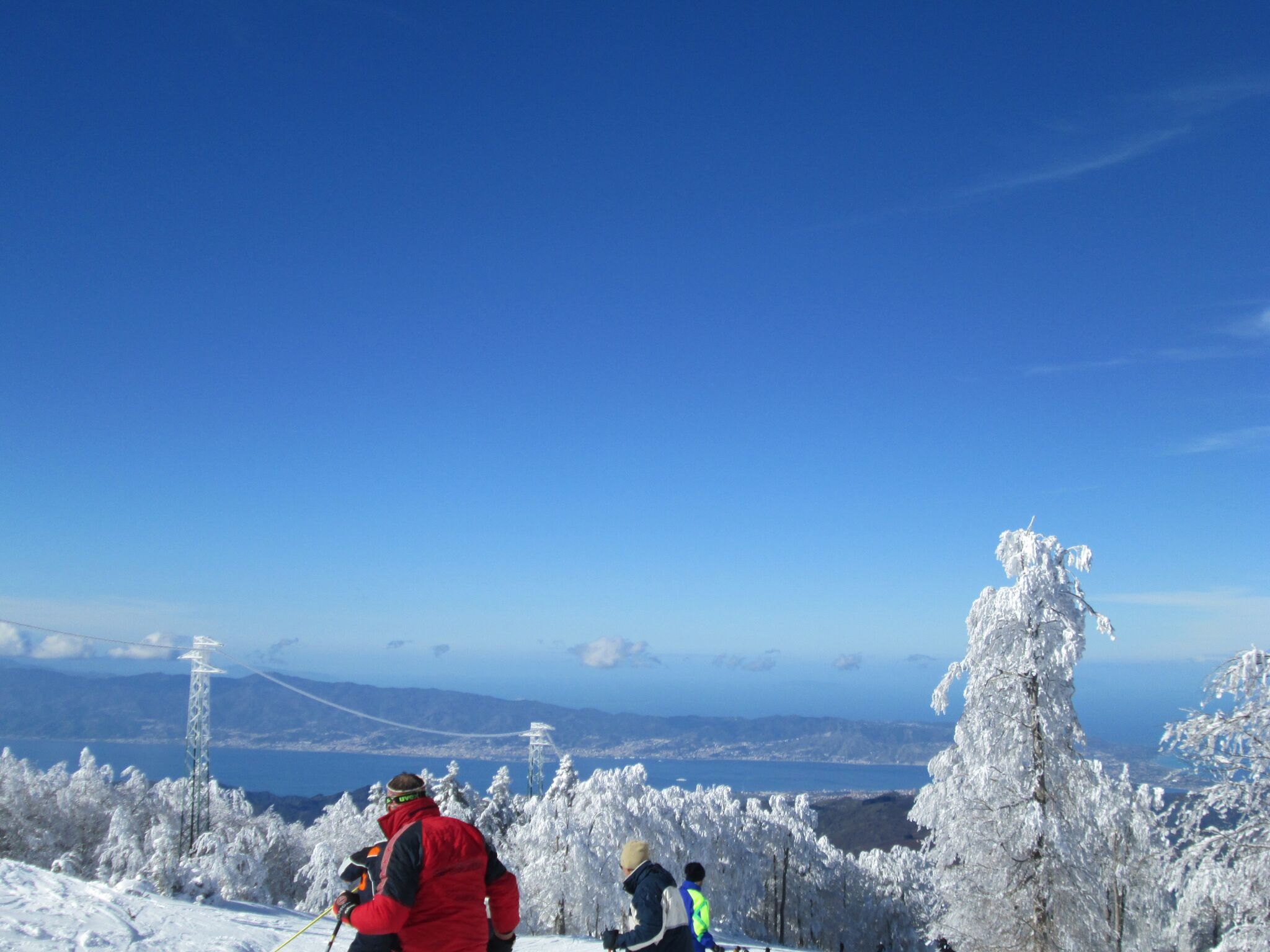
Gambarie находится над проливом Мессина

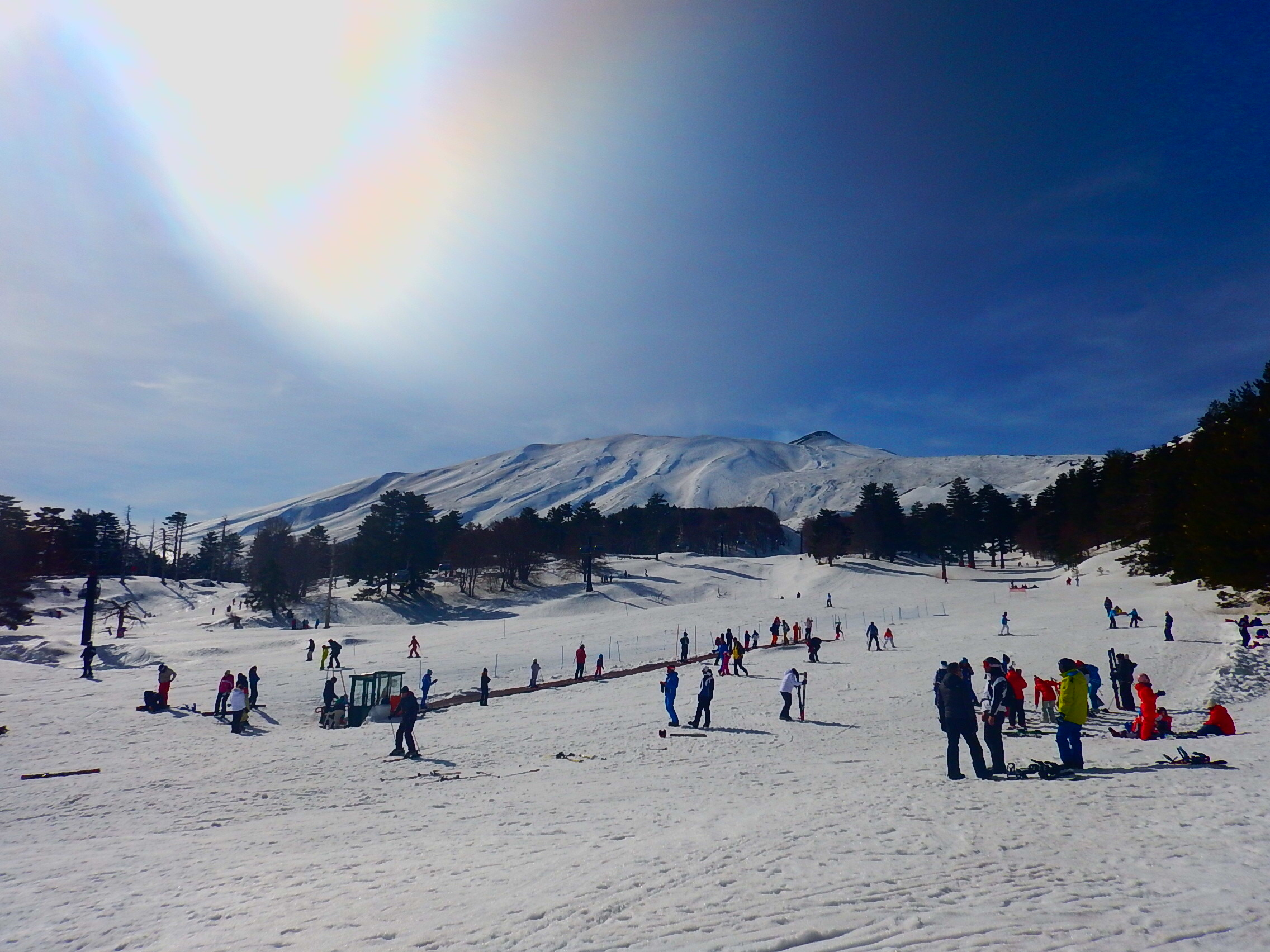
Горнолыжный курорт на вулкан Этна

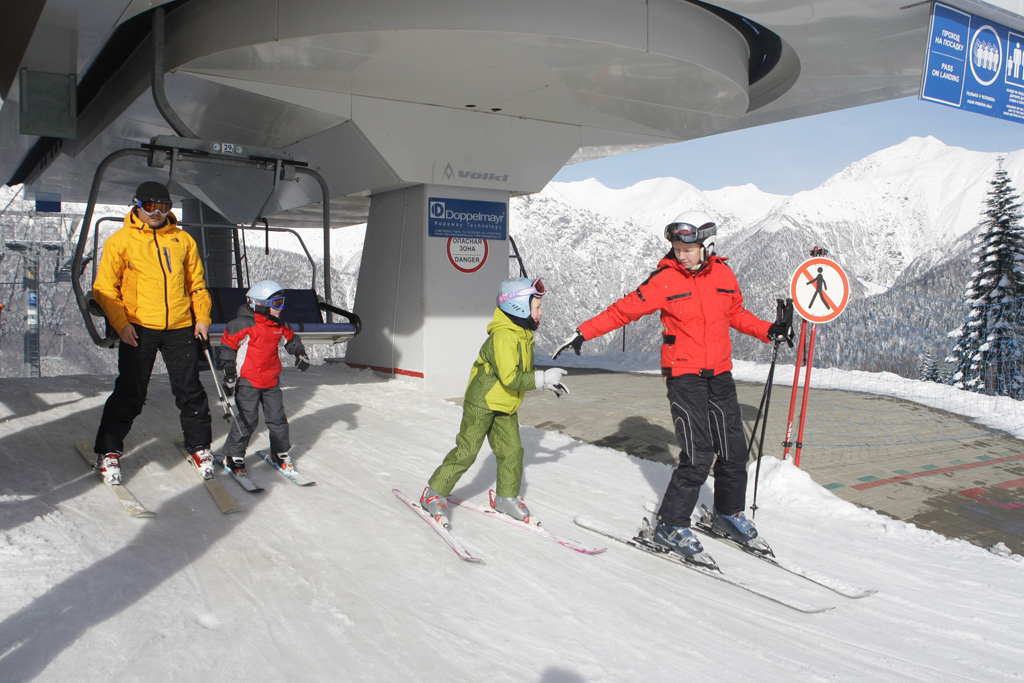
Красная Поляна, Россия, горно-туристический центр «Газпрома»

Горнолыжный курорт — территория в горном районе, обустроенная для активного отдыха и спорта, как правило, горными, зимними видами спорта: занятием горными лыжами, сноубордом, альпинизмом, горным туризмом и т. п.; также проведения лечебно-профилактических процедур.

## Инфраструктура
Инфраструктура горнолыжного курорта включает: гостиницы, другие места размещения для приезжих, специально оборудованные трассы для горнолыжного спорта и сноуборда, горнолыжные подъёмники, пункты проката спортивного инвентаря, заведения общественного питания, парковки, лечебно-профилактические заведения (грязе- и водолечебницы, спа-салоны), заведения для анимационно-досуговой деятельности (кинотеатры, дискотеки, боулинг, игровые центры и др.). Как правило отдых зимой делится на два типа это горнолыжные курорты, рождество в Европе или пляжный отдых.

## Крупнейшие горнолыжные курорты
- Австрия
  - Инсбрук

- Азербайджан
  - Шахдаг

- Беларусь
  - Раубичи

- Казахстан
  - Еликты (близ города Кокшетау)
  - Чимбулак (близ города Алма-аты)
  - Табаган (Алматинская область, близ Алма-аты)

- Китай
  - Шанхай

- Россия
  - Абзаково
  - Шерегеш
  - Красная Поляна
  - Домбай
  - Манжерок

- США
  - Скво-Вэлли

- Украина
  - Буковель (в 2012 году был признан самым быстрорастущим горнолыжным курортом мира)

- Узбекистан
  - Чимган (85 км от Ташкента)
  - Амирсой (65 км от Ташкента, открылся в 2019 году)

- Франция
  - Шамони-Мон-Блан
  - Куршевель

- Швейцария
  - Давос